# امفالوس
فرضیهٔ اُمفالوس اصطلاحی در اشاره به تلاش‌هایی برای همسان‌سازی شواهد علمی و تفسیر تحت‌اللفظی مسیحیان از کتب مقدسشان؛ چنان‌که در حالی که روش‌های علمی معاصر می‌گویند جهان میلیاردها سال قدمت دارد، بنابر روایت خلقت پیدایش، زمین فقط چند هزار سال قدمت دارد. در مسیحیت باور بر این بوده‌است که جهان طی شش تا ده هزار سال گذشته (مطابق با زمین‌شناسی طوفان) توسط خالق شده‌است و از این حیث وجود شواهد عینی و قابل تأیید علم دربارهٔ قدیمی‌تر بودن جهان را نادرست دانسته و می‌گویند خالق شواهد نادرستی بر جای گذاشته که باعث می‌شود جهان به‌طور قابل توجهی قدیمی‌تر از آنچه واقعاً هست به نظر برسد.
این ایده پس از عنوان کتابی به نام Omphalos توسط فیلیپ هنری گوسه در سال ۱۸۵۷ چنین نام‌گذاری شد. در آن کتاب گوسه استدلال می‌کرد برای این که جهان «عملکردی» داشته باشد، خداوند باید زمین را با کوه‌ها و دره‌ها، درختانی با شاخه‌های رشد کرده و غیره خلق کرده باشد و آدم و حوا با مو، ناخن و ناف‌های (ὀμφαλός omphalos به یونانی «ناف» می‌شود) کاملاً رشد یافته خلق شدند و همه موجودات زنده با ویژگی‌های فرگشتی کامل زاده شدند و بنابراین هیچ مدرک تجربی در مورد سن زمین یا جهان قابل اعتماد نیست.
طرفداران مختلف خلقت‌گرایی زمین جوان توضیحات متفاوتی را در مورد عقیده خود مبنی بر این که جهان پر از شواهد نادرست مربوط به سن جهان است، ارائه داده‌اند؛ از جمله این عقیده که برخی از چیزها برای عملکرد اکوسیستم‌ها در یک سن خاص باید ایجاد شوند، پس خالق به عمد شواهد فریبنده‌ای به وجود آورده.
این ایده در قرن نوزدهم، هنگامی که گوسه کتاب فوق‌الذکر خود را منتشر کرد، به‌طور گسترده مردود گردید. این امر در قرن بیستم توسط برخی از خلقت‌گرایان زمین جوان احیا شده‌است و آن‌ها توجیه‌های شبه‌علمی را به عنوان کیهان‌شناسی خود ارائه می‌دهند.